# Echinops rajasthanensis
Echinops rajasthanensis là một loài thực vật có hoa trong họ Cúc. Loài này được R.P.Pandey & V.Singh mô tả khoa học đầu tiên năm 1997.